# Sekundärsanktion
Sekundärsanktionen sind Wirtschaftssanktionen, die sich nicht direkt gegen die sanktionierten Entitäten (Staaten, Organisationen oder Personen) richten, sondern die Wirkung von direkten Sanktionen verstärken sollen, indem auch Transaktionen von Wirtschaftsteilnehmern außerhalb des eigenen Hoheitsgebietes mit den sanktionierten Entitäten unterbunden werden sollen.
Zu diesem Zweck werden Drittstaaten, die die Weiterführung bestehender Wirtschaftsbeziehungen oder das Umgehen der direkten Sanktionen in ihrem Hoheitsbereich dulden, oder die betreffenden Wirtschaftsteilnehmer in Drittstaaten, mit Konsequenzen bedroht.

## Völkerrechtliche Konflikte
Die USA setzen seit Jahrzehnten Sekundärsanktionen ein, um ihren Primärsanktionen mehr Wirkung zu verleihen. Diese Art der Sanktionen soll ausländische Personen im Ausland davon abhalten, Geschäftskontakte zu Zielobjekten von unilateralen US-Primärsanktionen einzugehen oder weiterzuführen. 
Der Rat der Europäischen Union hat 1996 mit der Verordnung (EG) Nr. 2271/96 den in der EU ansässigen Einzelpersonen und Unternehmen untersagt, die im Anhang aufgeführten unilateralen US-Sanktionen zu befolgen, wobei gleichzeitig die Geltendmachung von Schadensersatz vor Gerichten in der EU ermöglicht wurde.
Die deutsche Wirtschafts- und Energieministerin Brigitte Zypries kritisierte 2017 US-Sanktionen gegen deutsche Unternehmen, die geschäftliche Interessen in Russland verfolgen, als völkerrechtswidrig.